# آلفرسکو
آلفرسکو یک سیستم نرم‌افزار جامع برای نگهداری اسناد و مطالب با فرمت‌های گوناگون می‌باشد. این سیستم در سال ۲۰۰۵ میلادی در کشور آمریکا توسط جان نیوتن و جوهان پاول پا به عرصه حضور نهاد. آلفرسکو یک سیستم نرم‌افزار متن باز است که در حال حاضر به عنوان بزرگترین شرکت مدیریت محتوایی متن باز در جهان شناخته می‌شود.
کاربران این سیستم به‌طور چشمگیری رو به افزایش می‌باشند، تا سال ۲۰۱۳ با بیش از ۳ میلیون دانلود از ۴۳ کشور در جهان مورد استقبال کاربران قرار گرفته بود چرا که آلفرسکو قدرتی بینظیر به سازمان می‌دهد تا اسناد خود را مدیریت کنند.
از خصوصیات سیستم مدیریت اسناد و محتوای آلفرسکو می‌توان به امنیت فوق‌العاده بالا، احراز هویت و دسترسی، کاربر پسند بودن، یکپارچگی، معماری بی نظیر، و بسیاری دیگر نام برد. آلفرسکو می‌تواند بیش از ۲۵۰ نوع محتوا را در خود ذخیره کند که این نرم‌افزار این ادعا را دارد که علاوه بر این ۲۵۰ نوع محتوا اگر نوع‌هایی که توسط کاربرانش معرفی می‌شوند را هم پشتیبانی می‌کند.
این نرم‌افزار دارای سه نسخه می‌باشد.
1. Alfresco One
2. Alfresco in the Cloud
3. Alfresco Community